# 宮脇町 (名古屋市)
宮脇町（みやわきちょう）は愛知県名古屋市中川区にある町名。現行行政地名は宮脇町1丁目及び宮脇町2丁目。住居表示未実施。

## 地理
名古屋市中川区の東部に位置し、東に太平通、北西に松ノ木町、西に細米町、南に大畑町、北に押元町に接する。

## 歴史
- 1952年（昭和27年）1月15日 - 中川区篠原町・小本町の各一部により、同区宮脇町が成立する[5]。
- 1961年（昭和36年）3月25日 - 小本町・篠原町・荒子町の各一部をそれぞれ編入する[5]。

## 世帯数と人口
2019年（平成31年）2月1日現在の世帯数と人口は以下の通りである。
| 町丁   | 世帯数  | 人口  |
| ------ | ------- | ----- |
| 宮脇町 | 433世帯 | 888人 |

## 学区
市立小・中学校に通う場合、学校等は以下の通りとなる。また、公立高等学校に通う場合の学区は以下の通りとなる。
| 番・番地等 | 小学校               | 中学校               | 高等学校 |
| ---------- | -------------------- | -------------------- | -------- |
| 全域       | 名古屋市立篠原小学校 | 名古屋市立長良中学校 | 尾張学区 |

## 施設
- 名古屋太平通郵便局
- ヨシヅヤ 太平通り店

## その他

### 日本郵便
- 郵便番号 : 454-0842[2]（集配局：中川郵便局[8]）。